# Wilgenvezelkop
De wilgenvezelkop (Inocybe salicis) is een paddenstoel uit de familie Inocybaceae. Hij leeft op de grond en vormt ectomycorrhiza. Hij komt voor in struwelen en jonge bosjes op vochtige, vaak enigszins kalkhoudende bodem. Hij komt voor bij wilg en populier. 

## Kenmerken

### Uiterlijke kenmerken
Hoed
De hoed heeft een diameter van 1 tot 3 cm. De vorm is aanvankelijk conisch, daarna spreidend met een tepelvormige umbo. Het oppervlak is licht vezelig, gekrast aan de rand en is bleekgeel, lichtbruin of okerbruin van kleur.
Lamellen
De lamellen zijn aanvankelijk okergrijs, daarna vaalgrijs. De bladen zijn zwaar trilharen.
Steel
De steel heeft een lengte van 1,5 tot 5 cm, dikte 0,2 tot 0,4 cm en zijn cilindrisch, licht gebogen, met een duidelijke, dikke en scherpe bol. Het oppervlak is aanvankelijk witachtig, wordt na verloop van tijd donkerder en krijgt dezelfde kleur als de hoed. De steel is over de gehele lengte berijpt.
Geur
Deze paddenstoel heeft geen duidelijke geur.

### Microscopische kenmerken
De sporen zijn kobbelig en meten 10–13 × 8–10 µm. De cheilocystidia en pleurocystidia meten 50–75 × 20–30 µm en een hebben wanddikte van 3 tot 5 µm. De caulocystidia zijn vergelijkbaar, maar iets kleiner, met of zonder kristallen.

## Verspreiding
In Nederland komt de wilgenvezelkop vrij algemeen voor.